# ۳٬۲٬۱-تری‌متیل‌بنزن
۳،۲،۱-تری‌متیل‌بنزن (به انگلیسی: 1,2,3-Trimethylbenzene) یک ترکیب شیمیایی با شناسه پاب‌کم ۱۰۶۸۶ است. 